# Cum grano salis

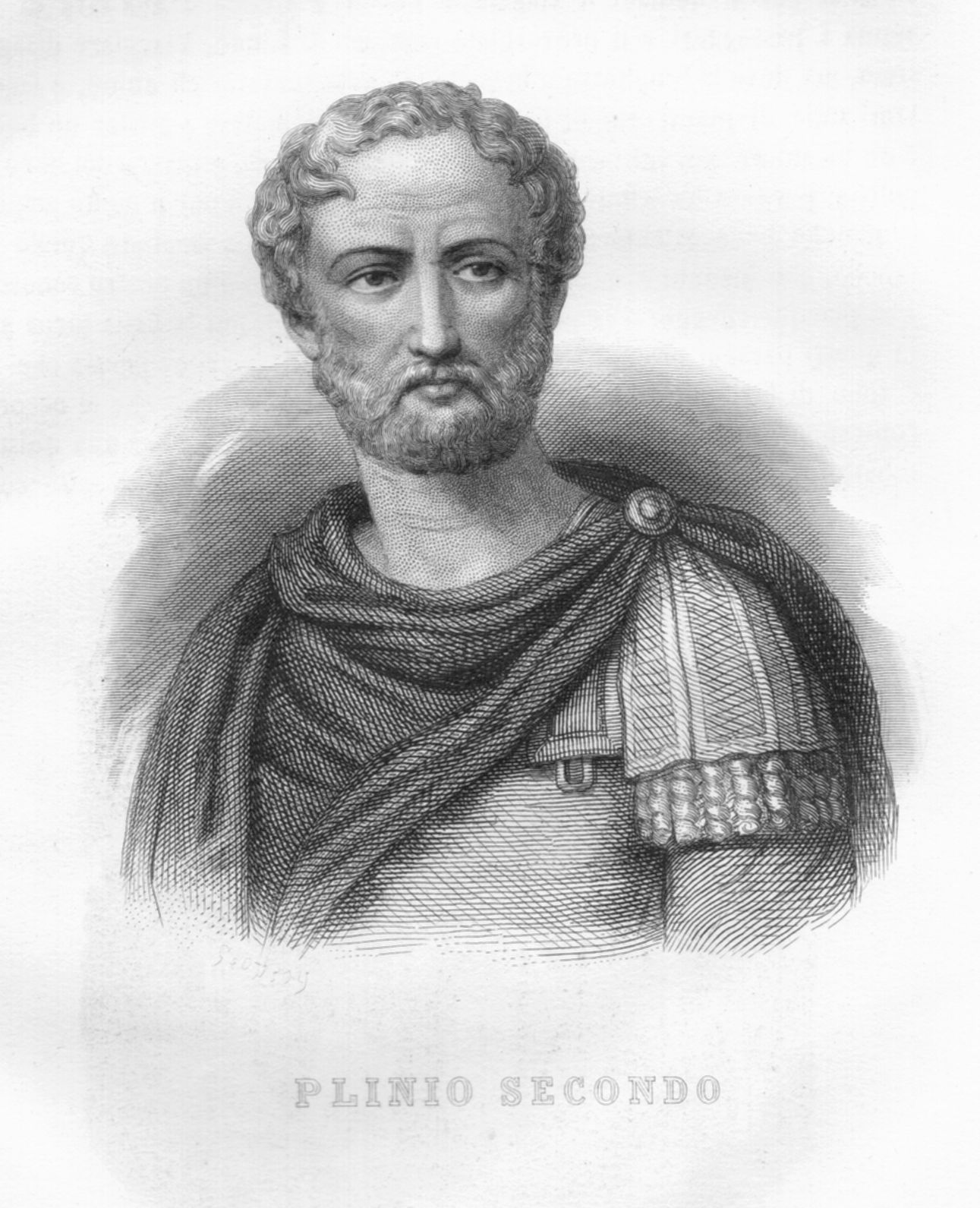
Plinio el Viejo, a quién se atribuye el origen de la locución

La locución latina cum grano salis traducida literalmente significa "con un grano de sal" y figuradamente parece significar que uno debe aplicar una capa de sano escepticismo a una determinada afirmación y no darla por certeza absoluta sin haberla contrastado antes debidamente.
Hay consenso en atribuir su origen a Plinio el Viejo, en su Naturalis Historia, XXIII, 149, donde hace referencia a la receta de un antídoto contra venenos, que fue encontrada por Pompeyo el Grande tras su victoria en 63 a. C. sobre el también Grande Mitrídates VI, entre los papeles personales del monarca, escrita de su propia mano. La receta, que tomada en ayunas protegía durante ese día contra cualquier veneno, consistía en dos nueces secas, dos higos y 20 hojas de ruda, a lo que debía añadirse "un grano de sal", lo que parece aportar un sentido irónico. Podría entenderse que las amenazas que pudieran presentar los venenos en el futuro, una vez conocido el antídoto, podrían tomarse "con un grano de sal", es decir, con menos seriedad.
Lo curioso es que las palabras de Plinio no se corresponden a la extendida locución, pues él realmente escribe addito salis grano, de forma que la actual tiene el aspecto de ser una adaptación culta posterior. 
Por otro lado, en otras lenguas europeas, como en alemán, la locución se utiliza en ese sentido escéptico e irónico, mientras en español, según el DRAE, "con su grano de sal" significaría: "Dicho de tratarse y gobernarse, especialmente un punto arduo y delicado: Con prudencia, madurez y reflexión." Quizá en esta diferencia pesen los usos gastronómicos ("una pizca de sal", "no pasarse con la sal") y por los que tomara en España el significado de "con moderación". Pero éste no es, sin embargo, el que se desprende de la cita pliniana.